# サンターガタ・リ・バッティアーティ
サンターガタ・リ・バッティアーティ（イタリア語: Sant'Agata li Battiati, シチリア語: Sant'Àita li Vattiati）は、イタリア共和国シチリア州カターニア県にある、人口約9,400人の基礎自治体（コムーネ）。

## 地理

### 位置・広がり

#### 隣接コムーネ
隣接するコムーネは以下の通り。
- カターニア
- グラヴィーナ・ディ・カターニア
- サン・ジョヴァンニ・ラ・プンタ
- トレメスティエーリ・エトネーオ